# 放送休止
放送休止（ほうそうきゅうし）とは、放送局がその放送を休止することである。

## 概要
一般的には送信機（放送機）からの放送電波の送出を計画的・人為的に止めることを示す。通常業務のうちに定期的な放送休止時間帯を設ける場合と、業務の停止等のために長期にわたって放送休止期間を設ける場合がある。前者の例では、放送番組でない何らかの音声・映像が受信機に流れる場合も以下に示す。
放送事故によって放送が途切れた状態は区別して呼ばれる。不慮の電波の送信停止は停波#放送局における停波、予定された音声・映像が受信機で復調されず、搬送波（キャリア）のみが放送される状態は無変調を参照。
番組内容の変更により予定していた内容の放送を取りやめることを放送休止と呼ぶことがあるが、これはあくまでも番組ないしコーナーの休止であり、この項では扱わない。
今日の番組編成において日ごとの放送休止体制を敷く場合、一般的にその休止時間は、任意の24時間のうち、深夜から早朝に1タームである。なお、午前中の放送開始から深夜の放送終了まで放送休止の時間帯を設けない全日放送体制をブランケット・カバレッジ（Blanket coverage）という。アメリカや日本など先進国の放送局ではブランケット・カバレッジが確立されている。
かつての日本を例に取れば、NHKの中波放送（AM放送）は毎日、深夜になると一斉に放送を休止していた。また、テレビの放送黎明期や、1980年代までの独立局などにおいては、放送開始から放送終了までのあいだの、任意の時間帯（例：正午頃から夕方頃まで、夕方頃から夜までなど）に、複数ターム休止する番組編成が散見された。全体の放送開始時間が午前9時前後の時代もあった。

### 放送休止と遠距離受信
自国内の放送局が放送休止する時間帯は、とりわけ中波ラジオ放送において、海外の放送局を遠距離受信する趣味＝BCLに格好のコンディションである。
中波は夜間、電離層反射によって遠距離まで伝搬する性質がある。日本を例に取れば、中波放送用電波帯域の多くを占めるNHKの親局および中継局の休止時間中は帯域が大きく空き、原理的には日本を起点に太平洋全域、また特に冬季は北欧や北極圏にある海外中波放送局の放送まで受信できるが、日本では1990年以降、「ラジオ深夜便」が原則毎日終夜放送されるようになり、放送休止時間帯を利用したBCLは困難になった。

## 日本

### 法制
基幹放送局は、総務省令電波法施行規則第40条第1項第2号(5)に基づき、「運用許容時間中において任意に放送を休止した時間」を無線業務日誌へ記録することが義務付けられている。このうち地上基幹放送局と地上一般放送局は、放送を休止する場合、総務省令無線局運用規則第138条第1項に基づき、休止時と再開時に、定められた内容の局名告知を放送の中で行わなければならない。
認定基幹放送事業者において1か月以上にわたる放送休止が行われる、あるいはその期間が変更される場合は、放送法第95条2項に基づき、休止期間を総務大臣（手続き上は各地方の総合通信局）に届け出なければならない。ただし、日本放送協会（NHK）の基幹放送局は、放送法第86条により、総務大臣の認可ないし総務省令を受けるか、不可抗力によらない限り、原則として放送を12時間以上（協会国際衛星放送は、24時間以上）休止することができない。

### 放送休止時間帯に送出される内容
放送休止の時間帯において、停波をともなわなければ、多くは機器調整のための試験電波が発射される。このとき放送上では、無変調の状態となるか、何らかの内容をともなう音声や映像が、断続的に、または絶えず送出される。
内容をともなう試験電波では、試験電波を発射しているという旨のアナウンスないし字幕、テストトーン、テストパターン、音楽、環境映像、お天気カメラからの中継映像などが送出される（2000年代の在京キー局における例として、テレビ朝日は外の音が入ったお天気カメラの映像、TBSは全画面の気象情報と音楽）。
内容のある場合、実質として番組の体裁を取っていることがある。これを、番組のない時間を埋めているという意味で、フィラーあるいはフィラー番組と呼ぶ。フィラー番組は実態として各局の番組表に表記される場合（1990年代 - 2000年代の在京キー局における例として、日本テレビの『SOUND STORM』、フジテレビの『JOCX-TVフィラー』など）と、されない場合とがあり、前者の場合法的には放送を休止していないことになる。
テレビの放送休止時間帯におけるフィラーの事例に以下のものがある。
- 気象情報
- ライブカメラ
- NHKの『映像散歩』および『インターミッション』、BS松竹東急の『真夜中散歩』→『ぷらっとニッポン』。
- 一部の各地方局におけるテレビ文字ニュース
- 民放キー局が運営するニュース専門放送局のサイマル放送 - NNN系列局における日テレNEWS24、JNN系列局におけるTBS NEWSなど。

インターネットラジオのradikoやNHKネットラジオ らじる★らじるにおいては、停波（電波送出を停止した状態）の時は無音（無変調）となる場合と、1kHz信号音をそのまま流す場合、フィラー音楽を流す場合とがある。

### 放送休止の事例

#### 予定全番組の終了による定期的な休止
ある期日に編成されている放送番組をすべて完了（放送終了）してから、次の放送開始までの放送休止。一旦電波を止め、放送再開の数十分前から再び電波を送信するケースと、ずっと電波を流し続けるケースがある。後者の場合、番組表の上では休止がされないように編成し、当該時間帯に前述のフィラー素材を流す例がある。
多くの放送局は原則毎日、深夜番組編成による終夜放送を実施しており、放送休止を毎日および週6日行っている例は地方ラジオ局の一部にとどまる。以下、実例を示す（2023年2月1日現在）。
放送休止を毎日行っているラジオ局
- 岐阜放送ラジオ（ぎふチャン） - 全曜日 0:00 - 6:00（24:00 - 30:00）
- エフエム富士（FM FUJI） - 火曜 - 水曜 1:30 - 5:00（月曜 - 火曜 25:30 - 29:00）、木曜 - 土曜 2:00 - 5:00（水曜 - 金曜 26:00 - 29:00）、日曜 2:30 - 5:00（土曜 26:30 - 29:00）、月曜 0:35 - 5:00（日曜 24:35 - 29:00)であるが、月・水曜を除き、4:00まで試験電波の音楽番組が実質的なフィラーとして放送されており、番組表のPDF（郵送取り寄せも可）にも番組扱いとして記載がある。このため実質的には月曜0:35、水曜1:30、他は4:00-5:00のみが休止となっている。
- エフエム京都（α-STATION） - 火曜 - 日曜 2:00 - 5:00（月曜 - 土曜 26:00 - 29:00）、奇数月日曜 23:00 - 月曜 5:00（日曜  29:00）、偶数月月曜 0:00 - 5:00（日曜 24:00 - 29:00）
- 日経ラジオ社（ラジオNIKKEI） - 第1放送 - 火曜 - 金曜 0:00（月曜 - 木曜 24:00） - 7:15、金曜 23:30 - 土曜 8:45、土曜 18:30 - 日曜 8:45、日曜 19:30 - 月曜 7:15、第2放送 - 月曜 - 木曜 19:00 - 翌日 8:00、金曜 19:00 - 土曜 9:00、土曜 17:00 - 日曜 9:00、日曜 17:00 - 月曜 8:00

週6日で放送休止を行っているラジオ局
- エフエム愛媛 - 火曜 - 金曜 2:00 - 6:00（月曜 - 木曜 26:00 - 30:00）、日曜 2:55 - 5:00（土曜 26:55 - 29:00）、月曜 1:30 - 6:00（日曜 25:30 - 30:00）、土曜未明（金曜深夜）のみ24時間放送を行っている。

なお上記のうち、FM愛媛以外は過去にも24時間放送、またはそれに準じる終夜放送を行っていた時期があった。

#### 放送設備保守のための休止
放送機器の保守点検・整備の必要から、週に1回程度の放送休止期間を設定する放送局は多い。この場合、全局レベルで放送を休止するか、あるいは任意の地域ごと、あるいは送信所ごとに限定した放送休止（当該地域以外は放送）を行う。
休止時間帯には、災害、大事故などの非常事態で報道特別番組が必要な時を除き、番組の予定は組まれず、試験電波が発射される。なお、年末年始などの特別編成のため、放送休止を行わない場合がある。
民間放送局の多くは、深夜放送が行なわれない月曜日の未明（編成上の日曜日深夜に相当）を機器の保守点検・整備のための放送休止に充てている。
民放ラジオ局では、おおむね0時台ないし2時台 - 5時にかけて休止する例が多い。2004年4月から2013年3月にかけ、TBSラジオ制作の「あなたへモーニングコール」の放送が1週間通し（月曜 - 日曜の毎日。一部局除く）となり、多くのクロスネット局が月曜付の放送開始を4時に繰り上げていたため、メンテナンスの時間枠確保の観点から日曜付けの放送終了を繰り上げたり、土曜日の早朝にも放送休止期間を設けたりする局が増えていた。
民放テレビ局においては、地上波デジタルテレビ放送の開始以降、空中線も含めた完全多重化設備となっている例が多く、頻繁なメンテナンスを必要としなくなり、年間を通じての終夜放送が実施されている。
NHKでは原則として、全国的になるべく減力放送による対応とし、（完全多重化されていない送信設備であっても）完全な放送休止を行わないようにしている。2000年6月まではそれぞれのチャンネル別に全国一斉に行っていたが、有事・災害時（災害対策基本法施行義務）の編成に対応できるよう、同年7月以後、総合テレビ、ラジオ第1、FMの24時間実施される地上総合放送については、一応のメンテナンス日（総合テレビ・FMは第1・3日曜、ラジオ第1は第2・4月曜+および各チャンネルとも年2回の集中メンテナンス日）を設定しているが、休止の有無、あるいは減力を行うかについては各局の任意判断となった。
ラジオ深夜便はラジオ第1・FMで同時放送（午前1時から5時）しているが、局舎移転や送信設備の大規模な更新作業など、やむをえない事情で電波を止めなければならない場合を除き、前述の有事対応のために放送休止日でもどちらか一方の電波は出すようにしている。24時間放送が本格化し、2000年7月から、地域ごとの任意設定による休止が行われるようになってからは、各放送局ごとに放送休止となる日時・放送波についての告知（近畿地方・東海地方については大阪、名古屋が一括して掲載）を載せている。
なお、Eテレも2000年（平成12年）4月 - 2006年（平成18年）3月まで24時間放送だったが、大地震・津波発生時以外の有事編成の義務が無かったため、毎月第2・4・5日曜の深夜に全国一斉で放送を休止していた（平日の集中メンテナンスによる休止は各局任意だった）。
コミュニティFM局では、日中に放送休止を行う場合がある。
具体例
- NHK菖蒲久喜ラジオ放送所から送信されているラジオ第1放送は、2000年7月以後、メンテナンス実施日は出力を300キロワットから、200ないし10キロワットに下げる減力放送で通常放送をしていたが、2008年9月23日3時00分 - 5時00分と、同12月10日1時00分 - 3時00分の各2時間、停波をともなう放送休止を久しぶりに実施した。
- 日月早朝（編成上の土日深夜）に放送休止を設定している民放ラジオ局の例
  - 毎週月曜0:00以降5:00まで（編成上の日曜深夜24:00以降29:00まで）のみ放送休止時間を設定している放送局は膨大になるため割愛する。
  - 琉球放送 - 日曜 3:30 - 5:00（土曜 27:30 - 29:00）、月曜 0:00 - 4:00（日曜 24:00 - 28:00）
    - 2022年3月29日未明（28日深夜）から自社制作番組「RBCミュージックセレクション」を放送することとなり、日曜と月曜の放送休止を廃止して完全24時間放送となった（ただし、演奏所または送信所のメンテナンスのため放送を休止することもある）。

  - 山陰放送 -  日曜 3:00 - 4:55（土曜 27:00 - 28:55）、月曜 0:00 - 4:55（日曜 24:00 - 28:55）
  - 山梨放送 - 日曜 3:00 - 5:00（土曜 27:00 - 29:00）、月曜 1:00 - 4:00（日曜 25:00 - 28:00）
  - ラジオ沖縄 - 日曜 3:00 - 5:00（土曜 27:00 - 29:00）、月曜 0:30 - 5:00（日曜 24:30 - 29:00）
  - FM PORT - 日曜・月曜 1:00 - 6:00（土曜・日曜 25:00 - 30:00）

#### 放送設備改修・新設・新技術試験のための休止
- CBCラジオは、2009年2月1日 - 2月28日の毎日、長島ラジオ送信所全面改修のため、0時00分 - 4時00分の約4時間、放送を休止した。
- BS・CSのデジタル放送では物理チャンネルにスロット（伝送帯域）が割り当てられており、しばしばスロット再編作業のために放送休止された。

BSデジタル放送の例では2007年11月26日未明にBSデジタル放送（BS-1・3・13・15ch）のチャンネルのスロット再編に伴う放送休止（BSアナログ放送BS-5・7・11chは放送休止なし）、2011年4月1日未明はNHK-BSの再編に伴うBS-15chのスロット再編でNHK-BSが全チャンネル放送休止になった（この時はスロット再編に無関係のNHK-BSアナログ放送BS-7・11chも放送休止）。
- 地上デジタル放送移行にともなう地上アナログ放送停波で発生する問題の洗い出しのため、2010年1月22日 12時00分 - 24日 12時00分の48時間、石川県珠洲市と能登町の一部でアナログ放送休止実験が行われた。

#### 経済的要因の休止
・スズカ・ヴォイスFMが資金難と給与遅配のため全従業員が退職し、2015年6月20日から21日にかけ番組を放送できない状態に陥った。

##### 費用不足による休止
- NHKでは2006年4月以降、受信料収入減少にともなって、経費削減のための終夜放送の見直しが行われ、教育テレビ(現在のEテレ)、デジタル衛星ハイビジョン放送（のちのBSプレミアム）において深夜放送休止が実施されている。

##### 省エネルギー方針にともなう休止
オイルショックにともなう電力節減
日本では第一次及び第二次のオイルショックの際、節電のためテレビジョン放送の放送休止を行った。
- 第一次オイルショック（1973年 - 1974年）に際し、郵政省は1973年（昭和48年）11月20日、各テレビ局に深夜放送の自粛を要請。各社は翌年1月期の改編（NHK：1974年1月7日、民放：1月16日）からこれに応じた。NHKは日中（総合テレビは15・16時台、教育テレビは14 - 17時台）と深夜（23時から早朝まで）に放送を休止。在京民間放送各局では、0時30分以降の放送を休止した。一部の地方局では、番組ソフトが不足していたこともあり、日中の放送を休止し、カラーバーおよびレコード音楽で対応した。中には夜の数時間のみしか放送を行わない局が存在した。同年6月17日にNETテレビが放送終了時刻を30分繰り下げたのを皮切りに、7月期改編までには各社が自粛を撤廃した。NHKも昼間の放送休止を9月9日に取りやめた。
- 第二次オイルショック（1979年）の際も、郵政省が、各テレビ局に深夜放送の自粛を要請。同年6月以降、NHK総合は日 - 木曜は原則23時15分、金・土曜は0時00分で放送終了した。民放各社では、第一次オイルショックの放送自粛の際に浮いた石油消費量が僅かであったこともあり、ジャーナリズムへの公権力介入の文脈から反発が出たが、6月4日にフジテレビが4時30分終了の編成を3時5分終了に繰り上げたのを皮切りに、7月にはほぼ全社が要請に応じた。

二酸化炭素排出抑制キャンペーン
- NHKでは二酸化炭素排出抑制のキャンペーン「SAVE THE EARTH」プロジェクトの一環として、2008年（平成20年）7月6日と12月29日、NHK教育テレビ（現・Eテレ）の放送を数度にわたって休止した。7月6日は23時00分から7月7日 4時30分まで（本来は5時00分の予定がウィンブルドン選手権延長で急遽繰り上げ）、12月29日は5時00分 - 12時30分および、21時30分から翌日 5時00分までの放送を休止した。

東日本大震災にともなう電力節減

- NHKでは2011年（平成23年）3月15日 - 3月19日の間、教育テレビ（Eテレ）と衛星第2テレビで0時00分 - 5時00分に放送休止（前者は完全停波だが、計画停電のない一部地域のデジタル放送では停波を伴わない放送休止のところもあった。後者は停波を伴わない放送休止）。
- 放送大学では2011年（平成23年）3月17日 - 3月31日の間、テレビ・ラジオとも放送時間を通常より4時間短縮した7時30分 - 21時30分とした（前後数分間の試験電波を含まない。地上波は完全停波。スカパー!、ケーブルテレビ局向け配信では停波を伴わない放送休止）。

#### 放送事業者の都合による休止

##### 自己制裁による休止
- 1996年、TBSテレビではオウム真理教事件に関連する不祥事による自粛措置として、自主的に翌日0時00分前後の時刻[21]をもってテレビ放送を終了していた。なお、5月20日 - 23日の4日間は、放送大学より終了時間が早かった。

また、放送開始時刻は、21日は5時25分、22日 - 24日は4時50分、25日は5時35分だった。

##### 法令に基づく事業者の処分による業務停止を受けての休止
- コミュニティ放送局のBIWA WAVEでは2008年、前年に発覚した無許可での設備変更・運用に基づき、行政処分として10日間の運用停止命令が下された。これは現在の電波法および放送法の施行後、放送局に対する初の運用停止命令である。その後放送は再開されたものの、2年後の2009年6月に廃局した。

##### 事業に不可欠な事項の一時喪失による休止
- 北海道北見市のコミュニティ放送、FMオホーツクは、放送のために必要な資格[22]（陸上無線技術士）を持った局内唯一の人物であった運営会社社長が2022年1月に急死し、電波法施行令に定める無線設備の技術操作要件を満たすことができなくなった[22]ため、同年2月9日付で総務省北海道総合通信局に放送法95条2項に基づく休止届を提出。2月11日[23]18時以降、約6か月にわたり長期の放送休止状態にあった（放送が再開されないまま同年8月9日付で廃局[24]）。

##### 事業者の経営破綻・放送事業廃止による休止（閉局・廃局）
- 一般放送事業者の閉局（廃局）による放送休止例に、愛知国際放送（RADIO-i）の事例がある。2010年6月15日、同社は経営状態悪化により9月末での解散を発表し、同年10月1日0時00分をもって放送を終了した。この例では、同日から10月7日付での総務省東海総合通信局への放送免許返上までの7日間が放送休止期間にあたる。一般放送事業者では史上初めての閉局（廃局）となった（衛星放送局やコミュニティ放送局ではこれ以前に数例ある）。

Radio-i廃局から3年半後の2014年4月1日、同じ周波数（名古屋のみ）で、InterFMが運営するInterFM NAGOYA（2015年10月1日よりRadio NEOに局名変更）が開局し、事実上放送再開したものの、2020年6月30日付での放送終了および閉局を発表した。

#### 食による人工衛星からの送信不能にともなう休止
1987年から1997年にかけての日本の放送衛星は、食（衛星が地球や月の影になる現象）によって太陽電池での充電ができなくなって電力不足に陥り、放送休止を余儀なくされていた。
地球による食で春分・秋分前後の深夜帯が、月による食で年数回の日中が、放送休止となっていた。1997年以降、大容量の蓄電池を搭載した新しい衛星が打ち上げられたため、食であっても常時放送可能となった。

## 韓国
韓国では地上波の放送は、1961年にKBSがテレビを開始した当時は夕方4時間程度の放送であったが、その後1967年の朝の放送実施（06:30～09:00）、1996年の朝の放送拡大（06:00～12:00）、2005年の昼の放送拡大（12:00～16:00）と，地上波テレビの放送時間は徐々に増加。2012年9月までは終日放送が法で禁止されていたので午前6時から翌日午前1時までの1日19時間に制限されていた。但し、2012年10月に規制が撤廃され、地上波でも24時間放送が可能になった。メディア法により新聞社に対して許可された放送局（総合編成チャンネルという）では、2012年10月以前からも24時間放送が可能であった。